# Remix to Sing
| Críticas profissionais        | Críticas profissionais |
| Avaliações da crítica         | Avaliações da crítica  |
| Fonte                         | Avaliação              |
| ----------------------------- | ---------------------- |
| Allmusic                      | [ 1 ]                  |
| The Rolling Stone Album Guide | [ 2 ]                  |

Remix to Sing é o primeiro EP lançado pelo grupo vocal feminino americano En Vogue. Seu primeiro álbum foi lançado em 26 de novembro de 1991, pela Eastwest Records. O EP apresenta remixes de músicas de seu álbum de estréia Born to Sing. O álbum, incluí, os singles;  "Hold On", "You Don't Have to Worry" e "Lies", que são primeiro lugar no Billboard Hot R&B Songs e chegaram ao top cinco da Biilboard Hot 100.

## Faixas
| N.º            | Título                                        | Compositor(es)          | Produtor(es)                             | Duração |  |
| 1.             | "Hold On (Hip Hop Remix)"                     | Foster McElroy En Vogue | Denzil Foster Thomas McElroy Marley Marl | 5:27    |  |
| 2.             | "Lies (New Jack Remix)" (featuring Debbie T.) | Foster McElroy En Vogue | Foster McElroy Eddie F Dave "Jam" Hall   | 5:43    |  |
| 3.             | "You Don't Have to Worry (Club Mix)"          | Foster McElroy          | Foster McElroy Frankie Knuckles          | 7:38    |  |
| 4.             | "Strange (House Remix)"                       | Foster McElroy En Vogue | Foster McElroy Steve "Silk" Hurley       | 6:39    |  |
| 5.             | "Time Goes On (Dance Remix)"                  | Foster McElroy En Vogue | Foster McElroy Martin Van Blockson       | 5:49    |  |
| 6.             | "Silent Nite (Happy Holiday Mix)"             | Chuckii Booker          | Chuckii Booker David Koenig              | 5:21    |  |
| Duração total: | Duração total:                                | Duração total:          | Duração total:                           | 37:00   |  |

| Faixa Bônus - Edição Japonesa |         |                                 |                |         |  |
| N.º                           | Título  | Compositor(es)                  | Produtor(es)   | Duração |  |
| 7.                            | "Mover" | Taugutashi Gato Brian P. Taylor | Foster McElroy | 3:46    |  |